# Majda Arh
Majda Arh, slovenska pevka zabavne glasbe, * 23. november 1963, Brežice.

## Življenje
Z glasbo se je začela ukvarjati v otroštvu. Kot najstnica je s sestrama nastopala v triu Arh. V srednji šoli in med študijem je nastopala v narodnozabavnem ansamblu. Sodelovala je tudi s skupino Kompas. Prve pesmi ji je kot solistki pisal Branko Jovanović – Brendi, iz tega obdobja je njena uspešnica Pošlji mu veter v pozdrav. Kasneje je nastopala v skupini Don Juan ter kot backvokalistka pri Simona Weiss, skupini Pop Design ... 
Po izdaji prve kasete je s skupino Memories odšla nastopat v tujino. Po prenehanju sodelovanja s skupino se je vrnila v Slovenijo ter pustila glasbeno kariero. Kasneje je zopet začela delovati kot pevka, besedilopiska in avtorica glasbe. 
Leta 1996 je bila Reginina spremljevalna vokalistka na Pesmi Evrovizije.
Večkrat je nastopila na Melodijah morja in sonca, leta 2001 pa tudi na Slovenski popevki.

### Zasebno
Majda Arh, poročena Sevšek dela kot inšpektorica v Novem mestu, je poročena in ima dva otroka, hčerko Kim in sina Tima. Živi v Leskovcu pri Krškem.

## Festivali

### Pop delavnica
- 1986: Prisegam ti na večnost (Branko Jovanović/Branko Jovanović/Branko Jovanović) - 5. mesto (12 glasov)
- 1988: Ne joči za njim, srce - 2. mesto

### Melodije morja in sonca
- 1986: Poletno dekle (Branko Jovanović/Branko Jovanović)
- 1994: Oprosti mi (Majda Arh/Majda Arh/Bor Zuljan) - nagrada strokovne žirije za najboljšo skladbo v celoti
- 1996: Tvoja (Majda Arh/Majda Arh/Bor Zuljan)
- 1998: S teboj (Majda Arh Sevšek/Majda Arh Sevšek/Marino Legovič) - nagrada strokovne žirije za najboljšo interpretacijo
- 2000: Zaljubljena (Majda Arh/Majda Arh/Bor Zuljan)
- 2001: Kako naj vem (Majda Arh)
- 2009: Ne govori mi (Majda Arh/Majda Arh/Bor Zuljan) - nagrada strokovne žirije za najboljši slog, 2. mesto (26 točk)
- 2016: On je odšel (Majda Arh/Majda Arh/Tomislav Jovanovič - Tokac) - 8. mesto (9 točk)

### Orion
- 1998/1999: Če jo zbudiš (Majda Arh / Majda Arh / Marino Legovič)
- 1999/2000: Ko se vrneš (Majda Arh / Majda Arh / Bor Zuljan)

### Hit festival
- 2000: Pomisli name (Majda Arh/Majda Arh/Bor Zuljan)

### Slovenska popevka
- 2001: Še tisoč let (Majda Arh/Majda Arh/Lojze Krajnčan) - 12. mesto (1.045 telefonskih glasov)

## Diskografija

### Albumi
| Leto | Album                 | Skladbe |
| ---- | --------------------- | --- |
| 1989 | Ne joči za njim, srce | - Z roko v roki - Zbogom - Kakor led in ogenj - Zaman zvoni telefon - Pošlji mu, veter, pozdrav - Ne joči za njim, srce - Ljubezen je kot vino - Ne oziraj se za njo - Prisegam ti na večnost - Samo spomni se včasih |
| 1995 | Nori dan              | - Nori dan - Povej mi še enkrat - Grad želja - Ne bom čakala nate - Oprosti mi - Zdaj vem - Trenutek sreče - Sanjajva - Zate - Ostani tam - Vrni se - Pošlji mu, veter, pozdrav - Ne joči za njim, srce - Z roko v roki - Ljubezen je kot vino - Kakor led in ogenj - Zaman zvoni telefon - Zbogom - Prisegam ti na večnost - Samo spomni se včasih |
| 2000 | Poišči me             | - Poišči me - Sanjam te - Pošlji mu, veter, pozdrav - Ko vrneš se - Dan za zabavo - Mornar - S teboj - MM Mix (Majda Mega Mix) - Če jo zbudiš - Tvoja |